# Lupus in fabula

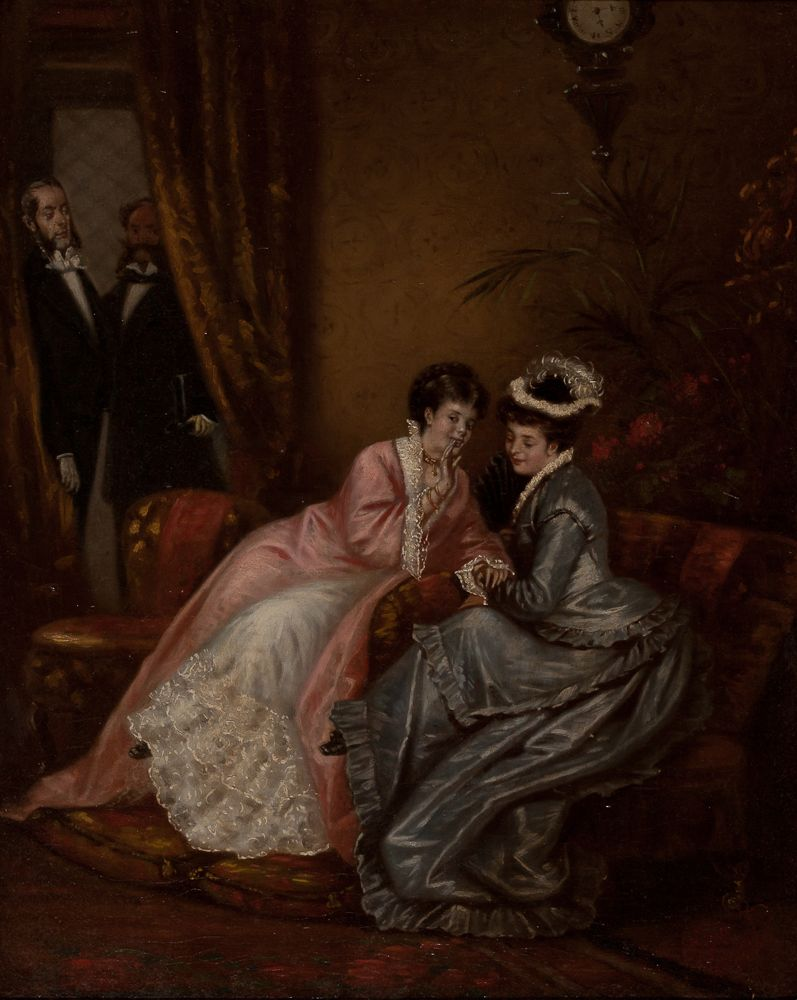
Rippl-Rónai József: Lupus in Fabula

Lupus in fabula: a farkas a mesében van.
A latin mondás először Terentius A testvérek című komédiájában fordul elő, és arra az ókori hiedelemre vezethető vissza, hogy ha meglátsz egy farkast, eláll a szavad. Hasonló értelemben használjuk a magyar mondást, mely szerint ha farkast emlegetünk, az már a kert alatt jár.
Az esztétika is idézi abban az értelemben, hogy a mesében (a műben) benne van a lényeg.